# Repêchage d'entrée dans la LNH 2019
2018 2020
Le repêchage d'entrée dans la Ligue nationale de hockey 2019 est le 57e repêchage d'entrée de l'histoire de la Ligue nationale de hockey (LNH). Il a lieu les 21 et 22 juin 2019, à Vancouver, dans la province de la Colombie-Britannique, au Canada.

## Loterie
Afin de déterminer l'ordre dans lequel les équipes choisissent les joueurs, une loterie préalable est réalisée entre les 15 équipes qui ne se sont pas qualifiées pour les séries éliminatoires de la Coupe Stanley 2019. Elle se déroule à Toronto, le 9 avril 2019, et trois tirages au sort successifs ont lieu pour déterminer les trois premiers choix de repêchage. La dernière équipe au classement de la saison régulière, a 18,5 % de chance de remporter le premier choix et l'équipe la mieux classée des 14 autres en saison régulière n'a que 1 % de chance. Si la dernière équipe ne remporte pas le premier choix, le pourcentage augmente pour le tirage au sort du deuxième choix et il en va de même pour le troisième choix. Après le troisième tirage au sort, si elle n'a pas obtenu un des trois premiers choix, elle obtient automatiquement le 4e choix au total.
| Équipe           | 1er    | 2e     | 3e     | 4e     | 5e     | 6e     | 7e     | 8e     | 9e     | 10e    | 11e    | 12e    | 13e    | 14e    | 15e    |
| ---------------- | ------ | ------ | ------ | ------ | ------ | ------ | ------ | ------ | ------ | ------ | ------ | ------ | ------ | ------ | ------ |
| Colorado*        | 18,5 % | 16,5 % | 14,4 % | 50,6 % |        |        |        |        |        |        |        |        |        |        |        |
| Los Angeles      | 13,5 % | 13,0 % | 12,3 % | 33,3 % | 27,9 % |        |        |        |        |        |        |        |        |        |        |
| New Jersey       | 11,5 % | 11,3 % | 11,1 % | 13,2 % | 37,7 % | 15,2 % |        |        |        |        |        |        |        |        |        |
| Détroit          | 9,5 %  | 9,6 %  | 9,7 %  | 2,8 %  | 26,1 % | 34,0 % | 8,3 %  |        |        |        |        |        |        |        |        |
| Buffalo          | 8,5 %  | 8,7 %  | 8,9 %  |        | 8,4 %  | 34,5 % | 26,7 % | 4,3 %  |        |        |        |        |        |        |        |
| New York Rangers | 7,5 %  | 7,8 %  | 8,0 %  |        |        | 16,3 % | 38,9 % | 19,4 % | 2,1 %  |        |        |        |        |        |        |
| Edmonton         | 6,5 %  | 6,8 %  | 7,1 %  |        |        |        | 26,0 % | 39,5 % | 13,1 % | 1,0 %  |        |        |        |        |        |
| Anaheim          | 6,0 %  | 6,3 %  | 6,7 %  |        |        |        |        | 36,8 % | 36,0 % | 7,8 %  | 0,4 %  |        |        |        |        |
| Vancouver        | 5,0 %  | 5,3 %  | 5,7 %  |        |        |        |        |        | 48,8 % | 30,7 % | 4,3 %  | 0,1 %  |        |        |        |
| Philadelphie     | 3,5 %  | 3,8 %  | 4,1 %  |        |        |        |        |        |        | 60,5 % | 25,7 % | 2,4 %  | <0,1 % |        |        |
| Minnesota        | 3,0 %  | 3,3 %  | 3,6 %  |        |        |        |        |        |        |        | 69,6 % | 19,4 % | 1,1 %  | <0,1 % |        |
| Chicago          | 2,5 %  | 2,7 %  | 3,0 %  |        |        |        |        |        |        |        |        | 78,0 % | 13,3 % | 0,4 %  | <0,1 % |
| Floride          | 2,0 %  | 2,2 %  | 2,4 %  |        |        |        |        |        |        |        |        |        | 85,5 % | 7,8 %  | 0,1 %  |
| Arizona          | 1,5 %  | 1,7 %  | 1,8 %  |        |        |        |        |        |        |        |        |        |        | 91,8 % | 3,2 %  |
| Montréal         | 1,0 %  | 1,1 %  | 1,2 %  |        |        |        |        |        |        |        |        |        |        |        | 96,7 % |

En gras, le choix remporté par chaque équipe

* Les Sénateurs d'Ottawa, qui ont terminé derniers de la saison régulière, ont échangé leur 1er choix à l'Avalanche du Colorado, en échange de Matthew Duchene notamment

## Meilleurs espoirs
Les tableaux ci-dessous présentent les meilleurs joueurs évoluant soit dans les championnats d'Amérique du Nord soit en Europe.
| Rang | En Amérique du Nord           | En Europe                         |
| ---- | ----------------------------- | --------------------------------- |
| 1    | Jack Hughes (Centre)          | Kaapo Kakko (Ailier droit)        |
| 2    | Bowen Byram (Défenseur)       | Vassili Podkolzine (Ailier droit) |
| 3    | Kirby Dach (Centre)           | Victor Söderström (Défenseur)     |
| 4    | Alex Turcotte (Centre)        | Ville Heinola (Défenseur)         |
| 5    | Dylan Cozens (Centre)         | Philip Broberg (Défenseur)        |
| 6    | Trevor Zegras (Centre)        | Moritz Seider (Défenseur)         |
| 7    | Arthur Kaliyev (Ailier droit) | Tobias Björnfot (Défenseur)       |
| 8    | Cole Caufield (Ailier droit)  | Danil Misyul (Défenseur)          |
| 9    | Matthew Boldy (Ailier gauche) | Ilia Nikolaïev (Centre)           |
| 10   | Peyton Krebs (Centre)         | Mikko Kokkonen (Défenseur)        |

| Rang | En Amérique du Nord | En Europe        |
| ---- | ------------------- | ---------------- |
| 1    | Spencer Knight      | Piotr Kotchetkov |
| 2    | Mads Søgaard        | Hugo Alnefelt    |
| 3    | Hunter Jones        | Lukáš Pařík      |

## Le repêchage

### Premier tour
| Rang | Joueur             | Position      | Nationalité | Équipe LNH                                                          | Repêché de                      |
| ---- | ------------------ | ------------- | ----------- | ------------------------------------------------------------------- | ------------------------------- |
| 1    | Jack Hughes        | Centre        | États-Unis  | Devils du New Jersey                                                | USNTDP U18 (USHL)               |
| 2    | Kaapo Kakko        | Ailier droit  | Finlande    | Rangers de New York                                                 | TPS (Liiga)                     |
| 3    | Kirby Dach         | Centre        | Canada      | Blackhawks de Chicago                                               | Blades de Saskatoon (LHOu)      |
| 4    | Bowen Byram        | Défenseur     | Canada      | Avalanche du Colorado (des Sénateurs d'Ottawa)                      | Giants de Vancouver (LHOu)      |
| 5    | Alex Turcotte      | Centre        | États-Unis  | Kings de Los Angeles                                                | USNTDP U18 (USHL)               |
| 6    | Moritz Seider      | Défenseur     | Allemagne   | Red Wings de Détroit                                                | Adler Mannheim (DEL)            |
| 7    | Dylan Cozens       | Centre        | Canada      | Sabres de Buffalo                                                   | Hurricanes de Lethbridge (LHOu) |
| 8    | Philip Broberg     | Défenseur     | Suède       | Oilers d'Edmonton                                                   | AIK (Allsvenskan)               |
| 9    | Trevor Zegras      | Centre        | États-Unis  | Ducks d'Anaheim                                                     | USNTDP U18 (USHL)               |
| 10   | Vassili Podkolzine | Ailier droit  | Russie      | Canucks de Vancouver                                                | SKA-Neva (VHL)                  |
| 11   | Victor Söderström  | Défenseur     | Suède       | Coyotes de l'Arizona (des Flyers de Philadelphie)                   | Brynäs IF (SHL)                 |
| 12   | Matthew Boldy      | Ailier gauche | États-Unis  | Wild du Minnesota                                                   | USNTDP U18 (USHL)               |
| 13   | Spencer Knight     | Gardien       | États-Unis  | Panthers de la Floride                                              | USNTDP U18 (USHL)               |
| 14   | Cam York           | Défenseur     | États-Unis  | Flyers de Philadelphie (des Coyotes de l'Arizona)                   | USNTDP U18 (USHL)               |
| 15   | Cole Caufield      | Ailier droit  | États-Unis  | Canadiens de Montréal                                               | USNTDP U18 (USHL)               |
| 16   | Alex Newhook       | Centre        | Canada      | Avalanche du Colorado                                               | Grizzlies de Victoria (LHCB)    |
| 17   | Peyton Krebs       | Centre        | Canada      | Golden Knights de Vegas                                             | Ice de Kootenay (LHOu)          |
| 18   | Thomas Harley      | Défenseur     | Canada      | Stars de Dallas                                                     | Steelheads de Mississauga (LHO) |
| 19   | Lassi Thomson      | Défenseur     | Finlande    | Sénateurs d'Ottawa (des Blue Jackets de Columbus)                   | Rockets de Kelowna (LHOu)       |
| 20   | Ville Heinola      | Défenseur     | Finlande    | Jets de Winnipeg (des Jets de Winnipeg via les Rangers de New York) | Lukko (Liiga)                   |
| 21   | Samuel Poulin      | Ailier droit  | Canada      | Penguins de Pittsburgh                                              | Phœnix de Sherbrooke (LHJMQ)    |
| 22   | Tobias Björnfot    | Défenseur     | Suède       | Kings de Los Angeles (des Maple Leafs de Toronto)                   | Djurgårdens U20 (J20 SuperElit) |
| 23   | Simon Holmström    | Ailier droit  | Suède       | Islanders de New York                                               | HV 71 U20 (J20 SuperElit)       |
| 24   | Philip Tomasino    | Centre        | Canada      | Predators de Nashville                                              | IceDogs de Niagara (LHO)        |
| 25   | Connor McMichael   | Centre        | Canada      | Capitals de Washington                                              | Knights de London (LHO)         |
| 26   | Jakob Pelletier    | Ailier gauche | Canada      | Flames de Calgary                                                   | Wildcats de Moncton (LHJMQ)     |
| 27   | Nolan Foote        | Ailier gauche | États-Unis  | Lightning de Tampa Bay                                              | Rockets de Kelowna (LHOu)       |
| 28   | Ryan Suzuki        | Centre        | Canada      | Hurricanes de la Caroline                                           | Colts de Barrie (LHO)           |
| 29   | Brayden Tracey     | Ailier gauche | Canada      | Ducks d'Anaheim (des Sharks de San José via les Sabres de Buffalo)  | Warriors de Moose Jaw (LHOu)    |
| 30   | John Beecher       | Centre        | États-Unis  | Bruins de Boston                                                    | USNTDP U18 (USHL)               |
| 31   | Ryan Johnson       | Défenseur     | États-Unis  | Sabres de Buffalo (des Blues de Saint-Louis)                        | Stampede de Sioux Falls (USHL)  |

### Deuxième tour
| Rang | Joueur                  | Position | Nationalité | Équipe LNH                                                                                            | Repêché de                              |
| ---- | ----------------------- | -------- | ----------- | --- | --------------------------------------- |
| 32   | Shane Pinto             | C        | États-Unis  | Sénateurs d'Ottawa                                                                                    | Storm de Tri-City (USHL)                |
| 33   | Arthur Kaliyev          | AD       | États-Unis  | Kings de Los Angeles                                                                                  | Bulldogs de Hamilton (LHO)              |
| 34   | Bobby Brink             | AD       | États-Unis  | Flyers de Philadelphie (des Predators de Nashville via les Devils du New Jersey)                      | Musketeers de Sioux City (USHL)         |
| 35   | Antti Tuomisto          | D        | Finlande    | Red Wings de Détroit                                                                                  | Ässät (Jr. A SM-liiga)                  |
| 36   | Piotr Kotchetkov        | G        | Russie      | Hurricanes de la Caroline (des Sabres de Buffalo)                                                     | HK Riazan (MHL)                         |
| 37   | Mads Søgaard            | G        | Danemark    | Sénateurs d'Ottawa (des Hurricanes de la Caroline via les Rangers de New York)                        | Tigers de Medicine Hat (LHOu)           |
| 38   | Raphaël Lavoie          | C        | Canada      | Oilers d'Edmonton                                                                                     | Mooseheads d'Halifax (LHJMQ)            |
| 39   | Jackson LaCombe         | D        | États-Unis  | Ducks d'Anaheim                                                                                       | Shattuck-Saint Mary's (USHS-Prep)       |
| 40   | Nils Höglander          | AG       | Suède       | Canucks de Vancouver                                                                                  | Rögle BK (SHL)                          |
| 41   | Kaedan Korczak          | D        | Canada      | Golden Knights de Vegas (des Sharks de San José via les Flyers de Philadelphie)                       | Rockets de Kelowna (LHOu)               |
| 42   | Vladislav Firstov       | AG       | Russie      | Wild du Minnesota                                                                                     | Black Hawks de Waterloo (USHL)          |
| 43   | Alex Vlasic             | D        | États-Unis  | Blackhawks de Chicago                                                                                 | USNTDP U18 (USHL)                       |
| 44   | Jamieson Rees           | C        | Canada      | Hurricanes de la Caroline (des Sénateurs d'Ottawa via les Panthers de la Floride)                     | Sting de Sarnia (LHO)                   |
| 45   | Iegor Afanassiev        | AG       | Russie      | Flyers de Philadelphie (des Coyotes de l'Arizona)                                                     | Lumberjacks de Muskegon (USHL)          |
| 46   | Jayden Struble          | D        | États-Unis  | Canadiens de Montréal                                                                                 | St. Sebastiens (USHS-Prep)              |
| 47   | Drew Helleson           | D        | États-Unis  | Avalanche du Colorado                                                                                 | USNTDP U18 (USHL)                       |
| 48   | Artemi Kniazev          | D        | Russie      | Sharks de San José (des Golden Knights de Vegas)                                                      | Saguenéens de Chicoutimi (LHJMQ)        |
| 49   | Matthew Robertson       | D        | Canada      | Rangers de New York (des Stars de Dallas)                                                             | Oil Kings d'Edmonton (LHOu)             |
| 50   | Samuel Fagemo           | AG       | Suède       | Kings de Los Angeles (des Canadiens de Montréal via les Blue Jackets via les Golden Knights de Vegas) | Frölunda HC (SHL)                       |
| 51   | Simon Lundmark          | D        | Suède       | Jets de Winnipeg                                                                                      | Linköpings HC (SHL)                     |
| 52   | Uladzislau Koliatchonok | D        | Biélorussie | Panthers de la Floride (des Penguins de Pittsburgh)                                                   | Firebirds de Flint (LHO)                |
| 53   | Nicholas Robertson      | AG       | États-Unis  | Maple Leafs de Toronto                                                                                | Petes de Peterborough (LHO)             |
| 54   | Robert Mastrosimone     | AG       | États-Unis  | Red Wings de Détroit (des Islanders de New York via les Golden Knights de Vegas)                      | Steel de Chicago (USHL)                 |
| 55   | Dillon Hamaliuk         | AG       | Canada      | Sharks de San José (des Devils du New Jersey via les Predators de Nashville)                          | Thunderbirds de Seattle (LHOu)          |
| 56   | Brett Leason            | AD       | Canada      | Capitals de Washington                                                                                | Raiders de Prince Albert (LHOu)         |
| 57   | Samuel Bolduc           | D        | Canada      | Islanders de New York (des Flames de Calgary)                                                         | Armada de Blainville-Boisbriand (LHJMQ) |
| 58   | Karl Henriksson         | C        | Suède       | Rangers de New York (du Lightning de Tampa Bay)                                                       | Frölunda HC U20 (SuperElit)             |
| 59   | Hunter Jones            | G        | Canada      | Wild du Minnesota (des Hurricanes de la Caroline)                                                     | Petes de Peterborough (LHO)             |
| 60   | Albert Johansson        | D        | Suède       | Red Wings de Détroit (des Sharks de San José)                                                         | Färjestad BK U20 SuperElit              |
| 61   | Nikita Okhotiouk        | D        | Russie      | Devils du New Jersey (des Bruins de Boston)                                                           | 67's d'Ottawa (LHO)                     |
| 62   | Nikita Aleksandrov      | C        | Russie      | Blues de Saint-Louis                                                                                  | Islanders de Charlottetown (LHJMQ)      |

### Troisième tour
| Rang | Joueur             | Position | Nationalité | Équipe LNH                                                                        | Repêché de                           |
| ---- | ------------------ | -------- | ----------- | --------------------------------------------------------------------------------- | ------------------------------------ |
| 63   | Matthew Stienburgh | C        | Canada      | Avalanche du Colorado (des Sénateurs d'Ottawa)                                    | St. Andrew's College (CISAA)         |
| 64   | Mattias Norlinder  | D        | Suède       | Canadiens de Montréal (des Kings de Los Angeles)                                  | MODO Hockey U20 (SuperElit)          |
| 65   | Alexander Campbell | AG       | Canada      | Flyers de Philadelphie (des Devils de New Jersey via les Oilers d'Edmonton)       | Grizzlies de Victoria (LHCB)         |
| 66   | Albin Grewe        | AD       | Suède       | Red Wings de Détroit                                                              | Djurgårdens IF U20 (SuperElit)       |
| 67   | Erik Portillo      | G        | Suède       | Sabres de Buffalo                                                                 | Frölunda HC U20 (SuperElit)          |
| 68   | Zachary Jones      | D        | États-Unis  | Rangers de New York                                                               | Storm de Tri-City (USHL)             |
| 69   | John Ludvig        | D        | Canada      | Panthers de la Floride (des Oilers d'Edmonton)                                    | Winterhawks de Portland (LHOu)       |
| 70   | Daniil Missioul    | D        | Biélorussie | Devils du New Jersey (des Ducks d'Anaheim)                                        | Loko Iaroslavl (MHL)                 |
| 71   | Hugo Alnefelt      | G        | Suède       | Canucks de Vancouver                                                              | HV 71 U20 (SuperElit)                |
| 72   | Ronald Attard      | D        | États-Unis  | Flyers de Philadelphie                                                            | Storm de Tri-City (USHL)             |
| 73   | Patrik Puistola    | AD       | Finlande    | Hurricanes de la Caroline (du Wild du Minnesota)                                  | Tappara (Jr. A SM-liiga)             |
| 74   | Nathan Légaré      | AD       | Canada      | Penguins de Pittsburgh (des Coyotes de l'Arizona via les Blackhawks de Chicago)   | Drakkar de Baie-Comeau (LHJMQ)       |
| 75   | Adam Beckman       | AG       | Canada      | Wild du Minnesota (des Predators de Nashville via les Panthers de la Floride)     | Chiefs de Spokane (LHOu)             |
| 76   | John Farinacci     | C        | États-Unis  | Coyotes de l'Arizona                                                              | Dexter School (USHS-Prep)            |
| 77   | Gianni Fairbrother | D        | Canada      | Canadiens de Montréal                                                             | Silvertips d'Everett (LHOu)          |
| 78   | Alex Beaucage      | AD       | Canada      | Avalanche du Colorado                                                             | Huskies de Rouyn-Noranda (LHJMQ)     |
| 79   | Pavel Dorofeïev    | AG       | Russie      | Golden Knights de Vegas                                                           | Metallourg Magnitogorsk (KHL)        |
| 80   | Graeme Clarke      | AD       | Canada      | Devils du New Jersey (des Stars de Dallas)                                        | 67's d'Ottawa (LHO)                  |
| 81   | Cole Schwindt      | AD       | Canada      | Panthers de la Floride (des Blue Jackets de Columbus)                             | Steelheads de Mississauga (LHO)      |
| 82   | Michael Vukojevic  | D        | Canada      | Devils du New Jersey (des Golden Knights de Vegas via les Jets de Winnipeg)       | Rangers de Kitchener (LHO)           |
| 83   | Anttoni Honka      | D        | Finlande    | Hurricanes de la Caroline (des Sénateurs d'Ottawa via les Penguins de Pittsburgh) | Jukurit Mikkeli (Liiga)              |
| 84   | Mikko Kokkonen     | D        | Finlande    | Maple Leafs de Toronto                                                            | Jukurit Mikkeli (Liiga)              |
| 85   | Ilia Konovalov     | G        | Russie      | Oilers d'Edmonton (des Islanders de New York)                                     | Lokomotiv Iaroslavl (KHL)            |
| 86   | Layton Ahac        | D        | Canada      | Golden Knights de Vegas (des Predators de Nashville)                              | Spruce Kings de Prince George (LHCB) |
| 87   | Lukáš Pařík        | G        | Tchéquie    | Kings de Los Angeles (des Capitals de Washington)                                 | Bílí Tygři Liberec U19 (Czech Jr.)   |
| 88   | Ilia Nikolaïev     | C        | Russie      | Flames de Calgary                                                                 | Loko Iaroslavl (MHL)                 |
| 89   | Maxim Čajkovič     | AD       | Slovaquie   | Lightning de Tampa Bay                                                            | Sea Dogs de Saint-Jean (LHJMQ)       |
| 90   | Domenick Fensore   | D        | États-Unis  | Hurricanes de la Caroline                                                         | USNTDP U18 (USHL)                    |
| 91   | Aliakseï Protas    | C        | Biélorussie | Capitals de Washington (des Devils du New Jersey via les Sharks de San José)      | Raiders de Prince Albert (LHOu)      |
| 92   | Quinn Olson        | AG       | Canada      | Bruins de Boston                                                                  | Oilers d'Okotoks (LHJA)              |
| 93   | Colten Ellis       | G        | Canada      | Blues de Saint-Louis                                                              | Océanic de Rimouski (LHJMQ)          |

### Quatrième tour
| Rang | Joueur             | Position | Nationalité | Équipe LNH                                                                                                | Repêché de                        |
| ---- | ------------------ | -------- | ----------- | --- | --------------------------------- |
| 94   | Viktor Lodin       | C        | Suède       | Sénateurs d'Ottawa                                                                                        | Örebro HK (SHL)                   |
| 95   | Jordan Spence      | D        | Canada      | Kings de Los Angeles                                                                                      | Wildcats de Moncton (LHJMQ)       |
| 96   | Tyce Thompson      | AD       | États-Unis  | Devils du New Jersey                                                                                      | Friars de Providence (HE)         |
| 97   | Ethan Phillips     | C        | Canada      | Red Wings de Détroit                                                                                      | Stampede de Sioux Falls (USHL)    |
| 98   | Matias Maccelli    | AG       | Finlande    | Coyotes de l'Arizona (des Sabres de Buffalo via Penguins de Pittsburgh)                                   | Fighting Saints de Dubuque (USHL) |
| 99   | Cade Webber        | D        | États-Unis  | Hurricanes de la Caroline (du Wild du Minnesota via les des Rangers de New York via les Bruins de Boston) | Rivers Academy (USHS-Prep)        |
| 100  | Matěj Blümel       | AD       | Tchéquie    | Oilers d'Edmonton                                                                                         | Black Hawks de Waterloo (USHL)    |
| 101  | Henry Thrun        | D        | États-Unis  | Ducks d'Anaheim                                                                                           | USNTDP U18 (USHL)                 |
| 102  | Aaron Huglen       | AD       | États-Unis  | Sabres de Buffalo (des Canucks de Vancouver)                                                              | Force de Fargo (USHL)             |
| 103  | Mason Millman      | D        | Canada      | Flyers de Philadelphie                                                                                    | Spirit de Saginaw (LHO)           |
| 104  | Eric Hjorth        | D        | Suède       | Panthers de la Floride (du Wild du Minnesota via les Penguins de Pittsburgh)                              | Linköpings HC U20 (SuperElit)     |
| 105  | Michal Teplý       | AG       | Tchéquie    | Blackhawks de Chicago                                                                                     | Benatky (Czech Jr.)               |
| 106  | Carter Berger      | D        | Canada      | Panthers de la Floride                                                                                    | Grizzlies de Victoria (LHCB)      |
| 107  | Aleksandr Darine   | AG       | Russie      | Coyotes de l'Arizona                                                                                      | Loko Iaroslavl (MHL)              |
| 108  | Iegor Spiridonov   | C        | Russie      | Sharks de San José (des Canadiens de Montréal)                                                            | Stalnye Lissy (MHL)               |
| 109  | Marc Del Gaizo     | D        | États-Unis  | Predators de Nashville (de l'Avalanche du Colorado)                                                       | Minutemen d'UMass (HE)            |
| 110  | Ryder Donovan      | C        | États-Unis  | Golden Knights de Vegas                                                                                   | Fighting Saints de Dubuque (USHL) |
| 111  | Samuel Sjölund     | D        | Suède       | Stars de Dallas                                                                                           | AIK IF U20 (SuperElit)            |
| 112  | Hunter Skinner     | D        | États-Unis  | Rangers de New York (des Blue Jackets de Columbus)                                                        | Stars de Lincoln (USHL)           |
| 113  | Henri Nikkanen     | C        | Finlande    | Jets de Winnipeg                                                                                          | Jukurit (Jr. A SM-liiga)          |
| 114  | Dmitri Voronkov    | AG       | Russie      | Blue Jackets de Columbus (des Panthers de la Floride via les Penguins de Pittsburgh)                      | Irbis Kazan (MHL)                 |
| 115  | Mikhaïl Abramov    | C        | Russie      | Maple Leafs de Toronto                                                                                    | Tigres de Victoriaville (LHJMQ)   |
| 116  | Lucas Feuk         | AG       | Suède       | Flames de Calgary (des Islanders de New York)                                                             | Södertälje SK U20 (SuperElit)     |
| 117  | Semion Tchistiakov | D        | Russie      | Predators de Nashville                                                                                    | Tolpar Oufa (MHL)                 |
| 118  | Case McCarthy      | D        | États-Unis  | Capitals de Washington                                                                                    | USNTDP U18 (USHL)                 |
| 119  | Kim Nousiainen     | D        | Finlande    | Kings de Los Angeles (des Flames de Calgary via les Canadiens de Montréal)                                | KalPa (Jr. A SM-liiga)            |
| 120  | Maxwell Crozier    | D        | Canada      | Lightning de Tampa Bay                                                                                    | Stampede de Sioux Falls (USHL)    |
| 121  | Tuukka Tieksola    | AD       | Finlande    | Hurricanes de la Caroline                                                                                 | Kärpät (Jr. A SM-liiga)           |
| 122  | Ethan Keppen       | AD       | Canada      | Sabres de Buffalo (des Sharks de San José)                                                                | Firebirds de Flint (LHO)          |
| 123  | Antti Saarela      | C        | Finlande    | Blackhawks de Chicago (des Bruins de Boston)                                                              | Lukko Rauma (Liiga)               |
| 124  | Nick Abruzzese     | C        | États-Unis  | Maple Leafs de Toronto (des Blues de Saint-Louis)                                                         | Steel de Chicago (USHL)           |

### Cinquième tour
| Rang | Joueur                 | Position | Nationalité | Équipe LNH                                                                                                   | Repêché de                                |
| ---- | ---------------------- | -------- | ----------- | --- | ----------------------------------------- |
| 125  | Mark Kastelic          | C        | États-Unis  | Sénateurs d'Ottawa                                                                                           | Hitmen de Calgary (LHOu)                  |
| 126  | Jacob Leguerrier       | D        | Canada      | Canadiens de Montréal (des Kings de Los Angeles)                                                             | Greyhounds de Sault-Sainte-Marie (LHO)    |
| 127  | Cole Brady             | G        | Canada      | Devils du New Jersey                                                                                         | Jets de Janesville (NAHL)                 |
| 128  | Cooper Moore           | D        | États-Unis  | Red Wings de Détroit                                                                                         | Brunswick Prep. (Connecticut High School) |
| 129  | Arseni Gritsiouk       | AG       | Russie      | Devils du New Jersey (des Sabres de Buffalo via les Red Wings de Détroit et Capitals de Washington)          | Omskie Iastreby (MHL)                     |
| 130  | Leevi Aaltonen         | AD       | Finlande    | Rangers de New York                                                                                          | Kalpa (Jr. A SM-liiga                     |
| 131  | Rhett Pitlick          | AD       | États-Unis  | Canadiens de Montréal (des Oilers d'Edmonton)                                                                | Chaska (Minnesota High School)            |
| 132  | Trevor Janicke         | C        | États-Unis  | Ducks d'Anaheim                                                                                              | Central Illinois Flying Aces (USHL)       |
| 133  | Carson Focht           | C        | Canada      | Canucks de Vancouver                                                                                         | Hitmen de Calgary (LHOu)                  |
| 134  | Harrison Blaisdell     | C        | Canada      | Jets de Winnipeg (des Flyers de Philadelphie)                                                                | Chiefs de Chilliwack (LHCB)               |
| 135  | Isaiah Saville         | G        | États-Unis  | Golden Knights de Vegas (du Wild du Minnesota)                                                               | Storm de Tri-City (USHL)                  |
| 136  | Henry Rybinski         | AD       | Canada      | Panthers de la Floride (des Canadiens de Montréal via les Blackhawks de Chicago)                             | Thunderbirds de Seattle (LHOu)            |
| 137  | Owen Lindmark          | C        | États-Unis  | Panthers de la Floride                                                                                       | USNTDP U18 (USHL)                         |
| 138  | Frederik Nissen Dichow | G        | Danemark    | Canadiens de Montréal (des Coyotes de l'Arizona via les Kings de Los Angeles)                                | Vojens IK (1. Division)                   |
| 139  | Marcus Kallionkieli    | AG       | Finlande    | Golden Knights de Vegas (des Canadiens de Montréal)                                                          | Musketeers de Sioux City (USHL)           |
| 140  | Sacha Mutala           | AD       | Canada      | Avalanche du Colorado                                                                                        | Americans de Tri-City (LHOu)              |
| 141  | Mason Primeau          | C        | Canada      | Golden Knights de Vegas                                                                                      | Battalion de North Bay (LHO)              |
| 142  | Nicholas Porco         | AG       | Canada      | Stars de Dallas                                                                                              | Spirit de Saginaw (LHO)                   |
| 143  | Filip Cederqvist       | AG       | Suède       | Red Wings de Détroit (des Blue Jackets de Columbus)                                                          | Växjö Lakers HC (SHL)                     |
| 144  | Logan Neaton           | G        | États-Unis  | Jets de Winnipeg                                                                                             | Spruce Kings de Prince George (LHCB)      |
| 145  | Judd Caulfield         | AD       | États-Unis  | Penguins de Pittsburgh                                                                                       | USNTDP U18 (USHL)                         |
| 146  | Mike Koster            | D        | États-Unis  | Maple Leafs de Toronto                                                                                       | Chaska (Minnesota High School)            |
| 147  | Reece Newkirk          | C        | Canada      | Islanders de New York                                                                                        | Winterhawks de Portland (LHOu)            |
| 148  | Ethan Haider           | G        | États-Unis  | Predators de Nashville                                                                                       | Magicians du Minnesota (NAHL)             |
| 149  | Matveï Gouskov         | C        | Russie      | Wild du Minnesota (des Capitals de Washington via les Canadiens de Montréal)                                 | Knights de London (LHO)                   |
| 150  | Josh Nodler            | C        | États-Unis  | Flames de Calgary                                                                                            | Force de Fargo (USHL)                     |
| 151  | Aku Räty               | AD       | Finlande    | Coyotes de l'Arizona (du Lightning de Tampa Bay via les Blackhawks de Chicago et les Penguins de Pittsburgh) | Kärpät (Jr. A Liiga)                      |
| 152  | Kirill Slepets         | AG       | Russie      | Hurricanes de la Caroline                                                                                    | Lokomotiv Iaroslavl (KHL)                 |
| 153  | Martin Hugo Haš        | D        | Tchéquie    | Sharks de San José                                                                                           | Tappara (Jr. A Liiga)                     |
| 154  | Roman Bychkov          | D        | Russie      | Bruins de Boston                                                                                             | Loko Iaroslavl (MHL)                      |
| 155  | Keean Washkurak        | C        | Canada      | Blues de Saint-Louis                                                                                         | Steelheads de Mississauga (LHO)           |

### Sixième tour
| Rang | Joueur                | Position | Nationalité | Équipe LNH                                          | Repêché de                                   |
| ---- | --------------------- | -------- | ----------- | --------------------------------------------------- | -------------------------------------------- |
| 156  | Artūrs Šilovs         | G        | Lettonie    | Canucks de Vancouver (des Sénateurs d'Ottawa)       | HK Riga (MHL)                                |
| 157  | Braden Doyle          | D        | États-Unis  | Kings de Los Angeles                                | Lawrence Academy (Massachusetts High School) |
| 158  | Patrick Moynihan      | AD       | États-Unis  | Devils du New Jersey                                | USNTDP U18 (USHL)                            |
| 159  | Elmer Söderblom       | AD       | Suède       | Red Wings de Détroit                                | Frölunda HC U20 (SuperElit)                  |
| 160  | Lukáš Rousek          | AD       | Tchéquie    | Sabres de Buffalo                                   | HC Sparta Prague (Extraliga tch.)            |
| 161  | Adam Edström          | C        | Suède       | Rangers de New York                                 | Mora IK U20 (SuperElit)                      |
| 162  | Tomáš Mazura          | C        | Tchéquie    | Oilers d'Edmonton                                   | Kimball Union (USHS-Prep)                    |
| 163  | Will Francis          | D        | États-Unis  | Ducks d'Anaheim                                     | RoughRiders de Cedar Rapids (USHL)           |
| 164  | Timour Ibraguimov     | AG       | Russie      | Sharks de San José (des Canucks de Vancouver)       | SKA-1946 (MHL)                               |
| 165  | Iegor Serdynk         | AD       | Russie      | Flyers de Philadelphie                              | Tigres de Victoriavile (LHJMQ)               |
| 166  | Marshall Warren       | D        | États-Unis  | Wild du Minnesota                                   | USNTDP U18 (USHL)                            |
| 167  | Dominic Basse         | G        | États-Unis  | Blackhawks de Chicago                               | South Kent School (Connecticut High School)  |
| 168  | Greg Meireles         | C        | Canada      | Panthers de la Floride                              | Rangers de Kitchener (LHO)                   |
| 169  | Roddy Ross            | G        | Canada      | Flyers de Philadelphie (des Coyotes de l'Arizona)   | Thunderbirds de Seattle (LHOu)               |
| 170  | Arsen Khissamoutdinov | C        | Russie      | Canadiens de Montréal                               | MHC Reaktor (MHL)                            |
| 171  | Luka Burzan           | AD       | Canada      | Avalanche du Colorado                               | Wheat Kings de Brandon (LHOu)                |
| 172  | Nikita Nesterenko     | C        | États-Unis  | Wild du Minnesota (des Golden Knights de Vegas)     | Lawrenceville (New Jersey High School)       |
| 173  | Ben Brinkman          | D        | États-Unis  | Stars de Dallas                                     | Golden Gophers du Minnesota (Big-10)         |
| 174  | Danil Savounov        | AG       | Russie      | Coyotes de l'Arizona (des Blue Jackets de Columbus) | Dizelist Penza (MHL)                         |
| 175  | Karel Plášek          | AD       | Tchéquie    | Sabres de Buffalo (des Jets de Winnipeg)            | HC Kometa Brno (Extraliga tch.)              |
| 176  | Anthony Romano        | C        | Canada      | Coyotes de l'Arizona (des Penguins de Pittsburgh)   | Stampede de Sioux Falls (USHL)               |
| 177  | Gustav Berglund       | D        | Suède       | Sabres de Buffalo (des Maple Leafs de Toronto)      | Frölunda HC U20 (SuperElit)                  |
| 178  | Félix Bibeau          | C        | Canada      | Islanders de New York                               | Huskies de Rouyn-Noranda (LHJMQ)             |
| 179  | Isak Walther          | AD       | Suède       | Predators de Nashville                              | Södertälje SK U20 (SuperElit)                |
| 180  | Jack Malone           | AD       | États-Unis  | Canucks de Vancouver (des Capitals de Washington)   | Phantoms de Youngstown (USHL)                |
| 181  | Kevin Wall            | AD       | États-Unis  | Hurricanes de la Caroline (des Flames de Calgary)   | Chiefs de Chilliwack (LHCB)                  |
| 182  | Quinn Scmiemann       | D        | Canada      | Lightning de Tampa Bay                              | Blazers de Kamloops (LHOu)                   |
| 183  | Blake Murray          | C        | Canada      | Hurricanes de la Caroline                           | Wolves de Sudbury (LHO)                      |
| 184  | Santeri Hatakka       | D        | Finlande    | Sharks de San José                                  | Jokerit (Jr. A Liiga)                        |
| 185  | Matias Mäntykivi      | C        | Finlande    | Bruins de Boston                                    | SaiPa (Jr. A Liiga)                          |
| 186  | Mathew Hill           | D        | Canada      | Ducks d'Anaheim (des Blues de Saint-Louis)          | Colts de Barrie (LHO)                        |

### Septième tour
| Rang | Joueur               | Position | Nationalité | Équipe LNH                                                                   | Repêché de                         |
| ---- | -------------------- | -------- | ----------- | ---------------------------------------------------------------------------- | ---------------------------------- |
| 187  | Maxence Guénette     | D        | Canada      | Sénateurs d'Ottawa                                                           | Foreurs de Val-d'Or (LHJMQ)        |
| 188  | Andre Lee            | AG       | Suède       | Kings de Los Angeles                                                         | Stampede de Sioux Falls (USHL)     |
| 189  | Nikola Pasic         | AD       | Suède       | Devils du New Jersey                                                         | Linköpings HC U20 (SuperElit)      |
| 190  | Kirill Tioutiaïev    | AG       | Russie      | Red Wings de Détroit                                                         | MHC Avto (MHL)                     |
| 191  | Carter Gylander      | G        | Canada      | Sabres de Buffalo                                                            | Crusaders de Sherwood Park (LHJA)  |
| 192  | Jake Schmaltz        | AG       | États-Unis  | Bruins de Boston (des Rangers de New York)                                   | Steel de Chicago (USHL)            |
| 193  | Maksim Denejkine     | C        | Russie      | Oilers d'Edmonton                                                            | Loko Iaroslavl (MHL)               |
| 194  | Cole Moberg          | D        | Canada      | Blackhawks de Chicago (des Ducks d'Anaheim)                                  | Cougars de Prince George (LHOu)    |
| 195  | Aidan Mcdonough      | AG       | États-Unis  | Canucks de Vancouver                                                         | RoughRiders de Cedar Rapids (USHL) |
| 196  | Bryce Brodzinski     | AD       | États-Unis  | Flyers de Philadelphie                                                       | Blaine (Minnesota High School)     |
| 197  | Filip Lindberg       | G        | Finlande    | Wild du Minnesota                                                            | Minutemen d'UMass (HE)             |
| 198  | Mikhaïl Chalaguine   | AG       | Russie      | Lightning de Tampa Bay (des Blackhawks de Chicago)                           | MHK Spartak (MHL)                  |
| 199  | Matthew Wedman       | C        | Canada      | Panthers de la Floride                                                       | Thunderbirds de Seattle (LHOu)     |
| 200  | Axel Bergkvist       | D        | Suède       | Coyotes de l'Arizona                                                         | Leksands IF (Allsvenskan)          |
| 201  | Rafaël Harvey-Pinard | AG       | Canada      | Canadiens de Montréal (des Flyers de Philadelphie via Canadiens de Montréal) | Huskies de Rouyn-Noranda (LHJMQ)   |
| 202  | Trent Miner          | G        | Canada      | Avalanche du Colorado                                                        | Giants de Vancouver (LHOu)         |
| 203  | Valtteri Puustinen   | AD       | Finlande    | Penguins de Pittsburgh (des Golden Knights de Vegas)                         | Hämeenlinnan Pallokerho (Liiga)    |
| 204  | Kalle Loponen        | D        | Finlande    | Maple Leafs de Toronto (des Stars de Dallas)                                 | Kärpät (Jr. SM-liiga)              |
| 205  | Eric Ciccolini       | AD       | Canada      | Rangers de New York (des Blue Jackets de Columbus)                           | Canadiens Jr. de Toronto (LHJO)    |
| 206  | Kieran Ruscheinski   | D        | Canada      | Canadiens de Montréal (des Jets de Winnipeg)                                 | Northstars de Calgary (Midget AAA) |
| 207  | Valentin Nüssbaumer  | Centre   | Suisse      | Coyotes de l'Arizona (des Penguins de Pittsburgh)                            | Cataractes de Shawinigan (LHJMQ)   |
| 208  | Vadim Jerenko        | G        | Russie      | Maple Leafs de Toronto                                                       | MHC Dinamo Moscou (MHL)            |
| 209  | Cole Coskey          | AD       | États-Unis  | Islanders de New York                                                        | Spirit de Saginaw (LHO)            |
| 210  | Juuso Pärssinen      | C        | Finlande    | Predators de Nashville                                                       | TPS Turku (Jr. A Liiga)            |
| 211  | Santeri Airola       | D        | Finlande    | Capitals de Washington                                                       | SaiPa (Jr. A Liiga)                |
| 212  | Tyler Angle          | C        | Canada      | Blue Jackets de Columbus (des Flames de Calgary via les Sénateurs d'Ottawa)  | Spitfires de Windsor (LHO)         |
| 213  | McKade Webster       | AG       | États-Unis  | Lightning de Tampa Bay                                                       | Gamblers de Green Bay (USHL)       |
| 214  | Dustin Wolf          | G        | États-Unis  | Flames de Calgary (des Hurricanes de la Caroline)                            | Silvertips d'Everett (LHOu)        |
| 215  | Arvid Costmar        | C        | Suède       | Canucks de Vancouver (des Sharks de San José)                                | Linköpings HC U20 (SHL)            |
| 216  | Massimo Rizzo        | C        | Canada      | Hurricanes de la Caroline (des Bruins de Boston via les Rangers de New York) | Vees de Penticton (LHCB)           |
| 217  | Jérémy Michel        | AG       | Canada      | Blues de Saint-Louis                                                         | Foreurs de Val-d'Or (LHJMQ)        |